# Pinacothèque de Paris
Pinacothèque de Paris (Pařížská obrazárna) je soukromá galerie umění v Paříži. Nachází se v 8. obvodu na rohu ulic Rue Vignon a Rue de Sèze. Obrazárna vystavuje díla různých období a uměleckých směrů.

## Historie
Pinakotéka sídlila nejprve krátký čas na adrese Rue de Paradis 30 bis v 10. obvodu a od 15. června 2007 sídlila na Place de la Madeleine č. 28 v 8. obvodu, kde se výstavní prostor rozkládal ve třech podlažích na ploše 2000 m2.
V lednu 2011 bylo otevřeno nové sídlo v ulici Rue Vignon, kde je k dispozici 3000 m2 ve dvou podlažích.

## Expozice
Galerie představuje stálou výstavu (Les Collections) tvořenou zápůjčkami soukromých sběratelů i veřejných institucí. Díla umělců z různých období a směrů (např. Tintoretto, Pablo Picasso, Rembrandt, Marcel Duchamp, François Boucher, André Derain, Pieter de Hooch, Gino Severini aj.) nejsou organizována chronologicky, ale tematicky. Kromě toho organizuje pravidelně i jednorázové výstavy.